# 阿納德爾區

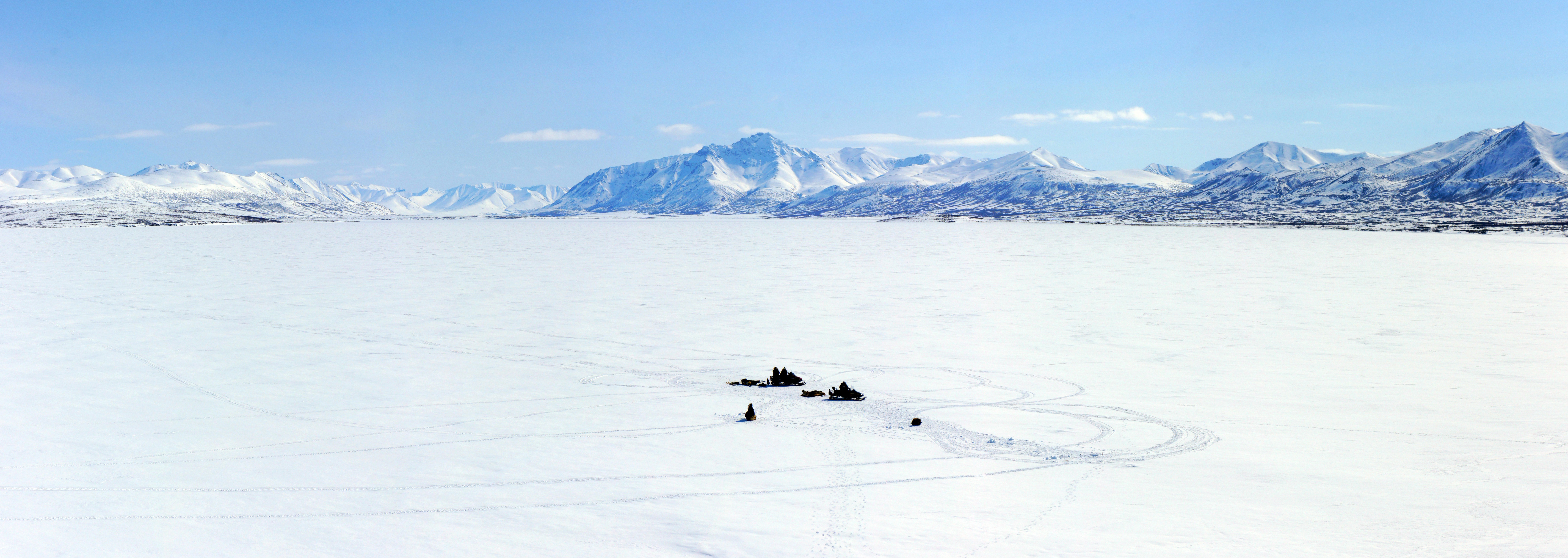

65°16′48″N 172°38′56″E / 65.28000°N 172.64889°E
阿納德爾區（俄语：Анадырский район），是俄羅斯的一個區，位於該國東北部，由楚科奇自治區負責管轄，始建於1927年，面積287,900平方公里，2010年人口6,935，人口密度每平方公里0.02人。